# Kalkberg (Köln)

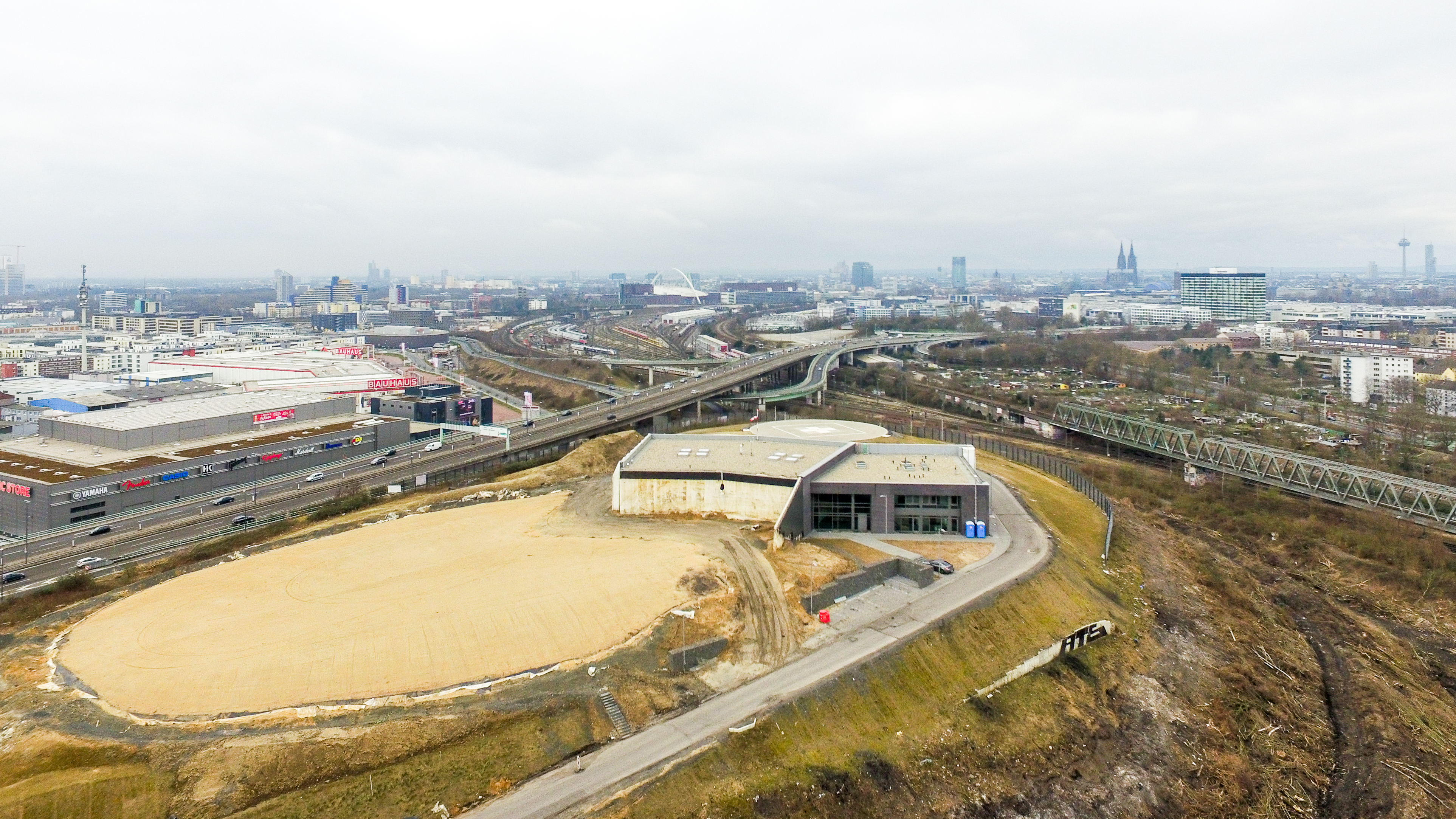
Kalkberg Köln mit abgetragener Kuppe. Links, auf der ovalen Sandfläche, war eine Kuppe aufgeschüttet worden, die ab Dezember 2014 wieder abgetragen werden musste, um den Berg zu entlasten. In der Mitte die Station mit Hangar, davor der Hubschrauberlandeplatz. Am Horizont rechts der Kölner Dom (Foto: 2016)

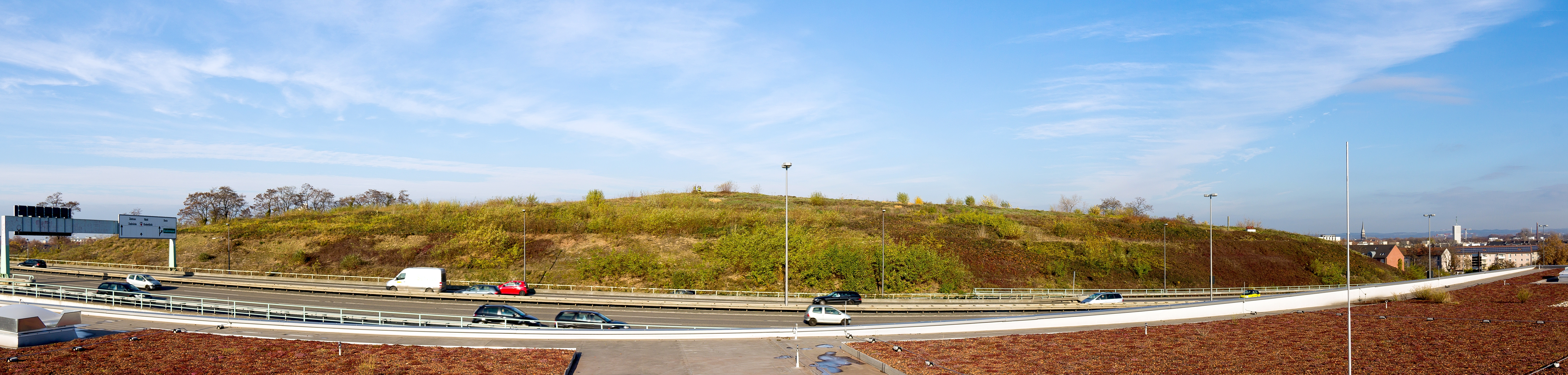
Der Kalkberg, Ansicht von Süden (2011)

Der Kalkberg, auch als Monte Kalk bekannt, ist eine künstliche Erhebung in der Stadt Köln. Er liegt in Innenstadt-Randlage in der Nordwestecke des Stadtteils Kalk an der Grenze zum Stadtteil Buchforst im Winkel von Stadtautobahn und Bahnanlagen.

## Entstehungsgeschichte
Die Erhebung entstand durch Aufschüttung von Abfällen der nahegelegenen damaligen Chemischen Fabrik Kalk (CFK) in einer Hochdeponie.
Die Auffüllung mit Produktionsrückständen wurde laut Erkenntnissen der Stadt Köln kurz vor Inkrafttreten des ersten Abfallgesetzes 1972 eingestellt, wodurch der Kalkberg weder den Regelungen des Abfallrechts, noch den Regeln der Deponieordnung unterliegt, sondern nur der Bodenschutzverordnung. Im Umweltamt der Stadt Köln ist diese Fläche unter der Altlastenverdachtsnummer AL 80206 erfasst.
Zu Zeiten der Aufschüttung war der Kalkberg unbewachsen und zeigte im Winter einen schneebedeckten Gipfel, aus dem sich unter den Einwohnern der Spitzname Kalker Alpen prägte.

Zeichnung zum Film Wir brauchen den Kalkberg, 1977

Von 1973 bis 1978 nahm der damalige SPD-Ortsverein Buchforst die Forderung der Bevölkerung auf, den nicht mehr genutzten Kalkberg zu einem Nah-Erholungs-Gebiet umzuwidmen. Die Chemische Fabrik Kalk lehnte dies ab und der Kölner Rat fügte sich dem.
Die ehemalige Werksdeponie wechselte zur Grundstücksentwicklungsgesellschaft mbH & CO. KG (GSE). Von 1999 bis 2004 bedeckte die GSE die Deponiekuppe mit einer ca. 50 cm starken Lehmschicht, damit kein Oberflächenwasser zur Ausschwemmung von möglichen Schadstoffen ins Grundwasser führt.
Im Jahre 2012 betrug die Höhe des Kalkberges 79 m Normalhöhennull (NHN), also etwa 32 m über dem Gelände.

## Weiterentwicklung der Nutzung
Der Kalkberg bedeckt eine große, einigermaßen zentrale Fläche, wo freie Flächen knapp sind. In der städtischen Planung stellte sich daher die Frage der Nutzung der inzwischen überschütteten Hochdeponie. Die Stadt Köln entwickelte hierzu zwei parallele Nutzungen: Einmal als öffentliche Grünfläche mit Panorama-Aussicht und einmal als Rettungshubschrauberstation.

### Öffentliche Grünfläche mit Panorama-Aussicht
Im Rahmen des von der Stadt Köln betriebenen Stadtentwicklungsplans Rechtsrheinische Perspektiven wurde für das „Planungsgebiet Kalk-Süd“ ein deutliches Defizit an Grünanlagen identifiziert und vom für diesen Planbereich zuständigen Team ein Entwicklungsplan aufgestellt, die noch vorhandenen Freiflächen durch unterschiedliche Parktypologien miteinander zu verbinden. Der Kalkberg ist dabei ein wesentliches Element für eine zusammenhängende Grünfläche. In den Planungskarten ist der Hubschrauberplatz zwar als Ort eingezeichnet, aber nicht näher detailliert. Auch die Fläche zwischen Kalkberg und unter der Zoobrücke ist in diesem Stadtentwicklungsplan enthalten und soll durch charakteristische Ausprägung eine eigene Freizeitqualität erhalten für Skateboard- und andere Aktivitäten.
In dem von der Stadt Köln veröffentlichten Architekturführer „Rechtsrheinisches Köln“ ist der Kalkberg in allen vier aufgeführten Touren ein zentraler Bestandteil, weil er im rechtsrheinischen sehr mittig liegt und ein 360 Grad Panorama eröffnet über alle rechtsrheinischen Kölner Stadtteile. Zusammenhänge und Größenverhältnisse vermitteln sich sehr viel eindrucksvoller als etwa auf dem Kölntriangle, der im Vergleich dazu zu sehr in einer Randlage am Rhein steht.
Im Ratsbeschluss vom 20. Dezember 2011 wurde die Verwaltung beauftragt, ein Konzept für eine Aussichtsplattform zu erarbeiten. Unklar war zum damaligen Zeitpunkt, ob eine zusammenhängende begehbare Grünfläche erhalten bleibt und der genaue Standort der Aussichtsplattform, da in dem Entwurf der Architekten OX2 es damals keine Anforderung war. Die Stadt Köln beauftragte dazu eine öffentliche Machbarkeitsstudie „Aussichtsplattform Kalkberg“. Die Machbarkeitsstudie bestätigte die Bedeutung und Vereinbarkeit mit der Rettungshubschrauberstation. Die Studie untersuchte mehrere Varianten und empfahl, den Kalkberg im hinteren Bereich um zwei Meter aufzuschütten auf dann 81 Meter NHN und einen neuen Weg anzulegen, der für alle Bevölkerungsgruppen zugänglich ist. Am 13. Januar 2015 unterschrieb Oberbürgermeister Jürgen Roters einen Dringlichkeitsentscheid für den Bau einer Aussichtsplattform. Es sollte eine kostengünstige Plattform gebaut werden, indem die für die Hubschrauberstation bereits erschlossene Straße genutzt wird. Dafür wurde die Baufirma beauftragt, die bereits auf dem Kalkberg arbeitete. Die Aussichtsplattform sollte über eine Treppe zu erreichen sein, eine barrierefreie Lösung war ebenfalls geplant.

### Rettungshubschrauberstation

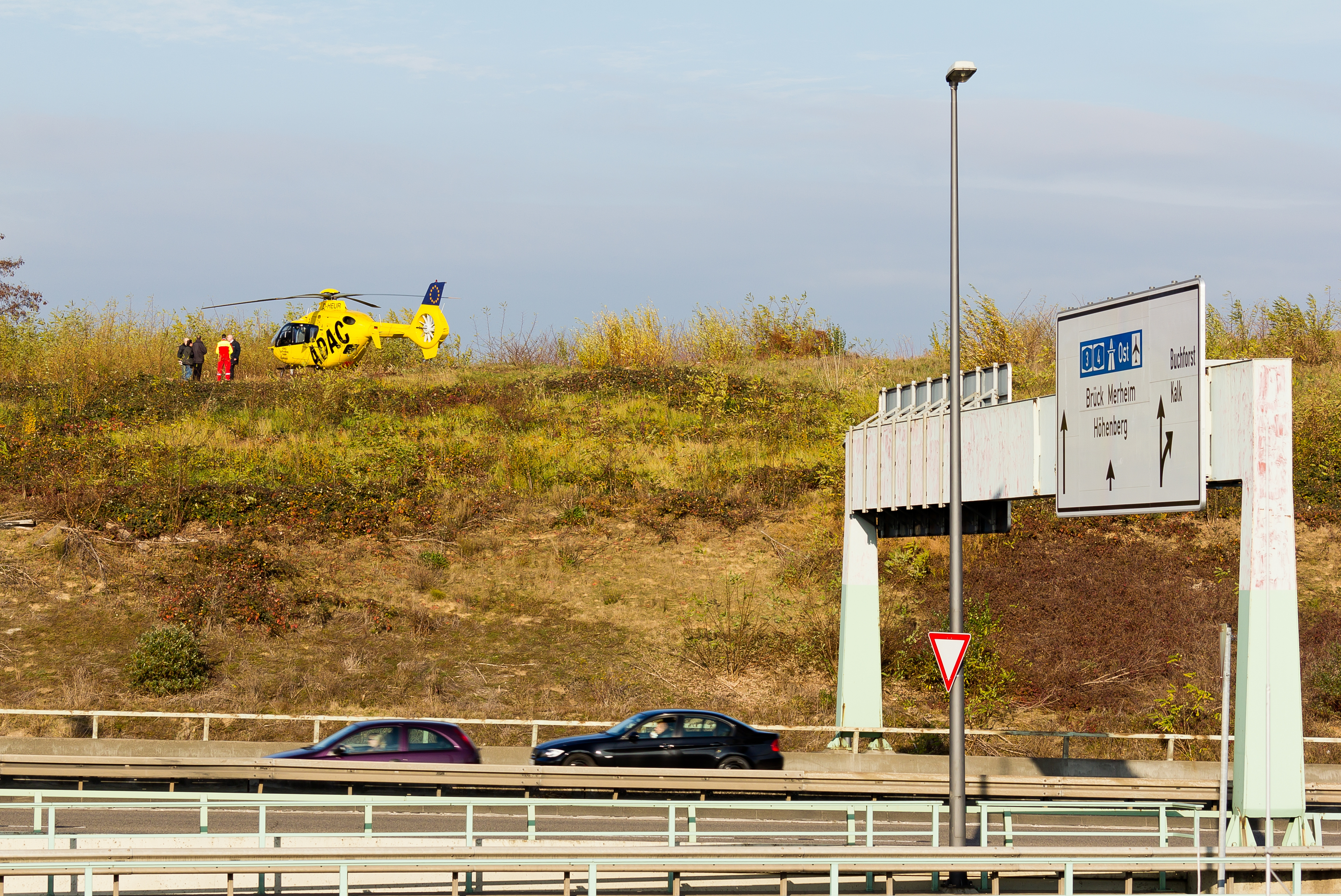
Ein testweise auf dem Kalkberg gelandeter Rettungshubschrauber am
25. November 2010.

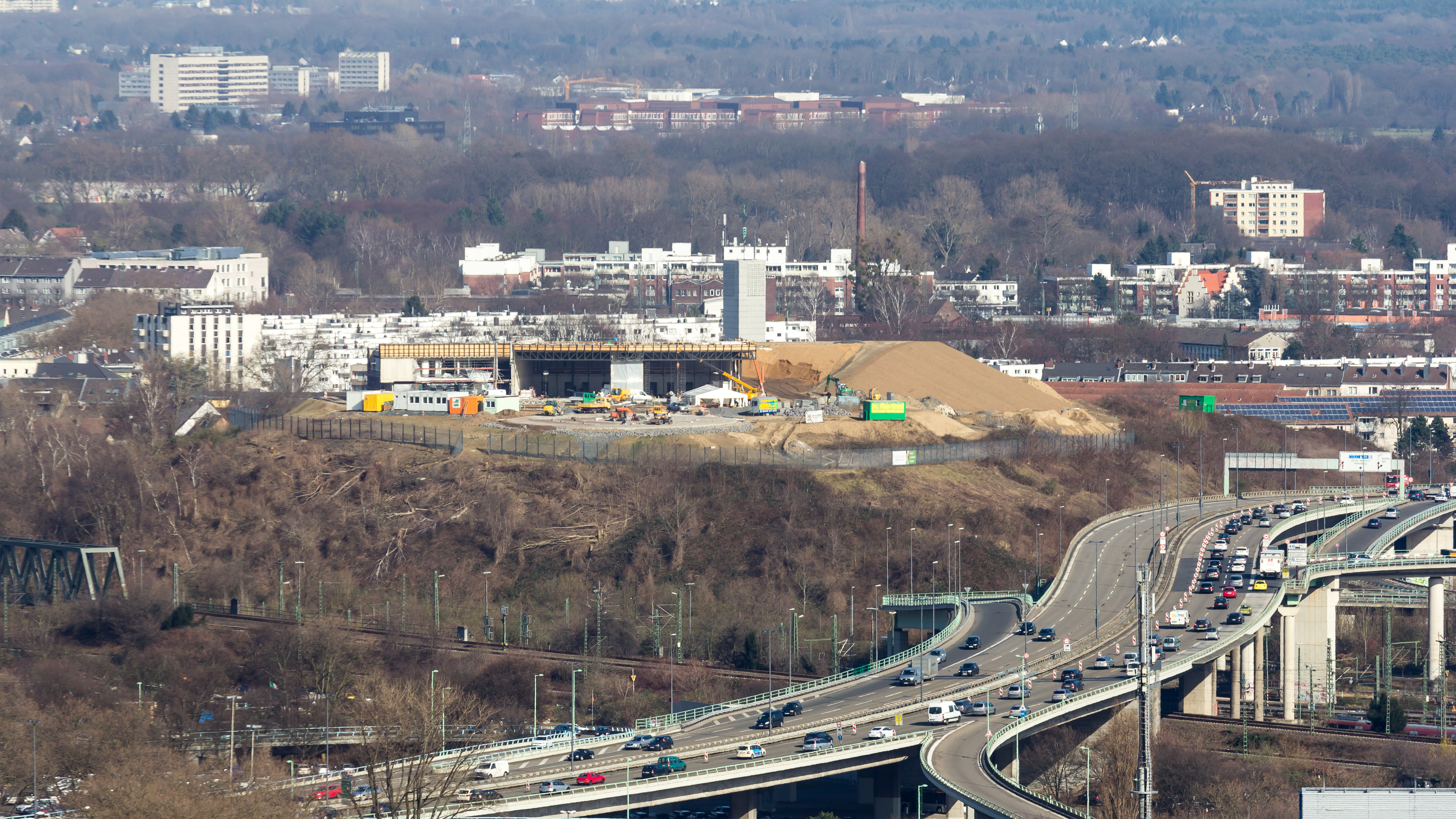
Rettungshubschrauberstation im Bau, März 2015

Nach einem Ratsbeschluss von 2005 ist das Gelände als stadtnaher Alternativstandort für eine Rettungshubschrauberstation vorgesehen. Bis zur Fertigstellung sind die Hubschrauber auf dem Flughafen Köln/Bonn stationiert. Eine Klage einer Anwohnerin gegen das Bauvorhaben wurde 2011 vom Verwaltungsgericht Köln abgelehnt. Die Klägerin reichte Berufung ein, diese wurde jedoch vom Oberverwaltungsgericht zurückgewiesen.
Mehrfache Prüfungen der dem Ratsbeschluss zugrundeliegenden Dokumente durch das Rechnungsprüfungsamt (RPA) ergaben Lücken und Auffälligkeiten. Die als Anhang 13 zum Ratsbeschluss von 2011 gehörende Stellungnahme des RPA führt aus: „In allen Kostengruppen von Grundstücks- bis Ingenieurkosten blieben Unklarheiten, die eine sichere Bewertung der veranschlagten Kosten von 7.157.920,75 € netto (ohne Grundstück und Ausstattungskosten) ausschlossen.“ Des Weiteren stellt das RPA fest: „Das Risiko, welches mit dem Erwerb der Restfläche des ehemaligen Entwicklungsgebietes CFK-Gelände, auf Dauer übernommen wird, ist nicht sicher kalkulierbar.“ Das RPA beendet die Stellungnahme mit der Feststellung, dass die „[…] Kosten und Umweltrisiken“ nur vermieden werden könnten, „[…] wenn die Stadt Köln auf die Betriebsstation am Standort verzichtet.“
Am 20. Dezember 2011 beschloss der Rat der Stadt Köln mehrheitlich, bis Ende 2014 auf dem Kalkberg das neue gemeinsame Luftrettungszentrum für den Rettungshubschrauber Christoph 3 und den Intensivtransporthubschrauber Christoph Rheinland zu errichten. Bei Untersuchungen des Oberbodens wurde 2012 am Nordhang des Kalkbergs Schmieröl entdeckt,  dabei handelte es sich angeblich nur um einen Einzelfund, jedoch wurde die rund 32 Meter hohe Chemiekippe vor Baubeginn nur bis in eine Tiefe von acht Metern untersucht. Daher blieb eine 20 Meter mächtige, durchfeuchtete Kalkschicht unentdeckt. Der verunreinigte Boden wurde ausgekoffert und ordnungsgemäß entsorgt.
Ende Juni 2013 nahm die Staatsanwaltschaft Köln ein Ermittlungsverfahren gegen Verantwortliche der Stadt Köln im Zusammenhang mit dem Grundstückserwerb des Kalkbergs auf. Im Namen einer Bürgerinitiative war Strafanzeige gegen unbekannt gestellt worden. Mitarbeitern der Stadt Köln wurde vorgeworfen, einen zu hohen Preis für das Gelände des Kalkbergs gezahlt und somit städtische Gelder veruntreut zu haben. Die Staatsanwaltschaft konnte kein unrechtmäßiges Handeln feststellen. Bürger angrenzender Wohnhäuser hatten im Jahr 2013 mit zwei Gemeinschaftsklagen gegen die Baugenehmigung geklagt. Infolge der Verhandlung am 26. Februar 2014 vor dem Verwaltungsgericht wurden die Klagen zurückgezogen, die Bauarbeiten hatten bereits im September 2013 begonnen.

#### Baumängel und Baustopp

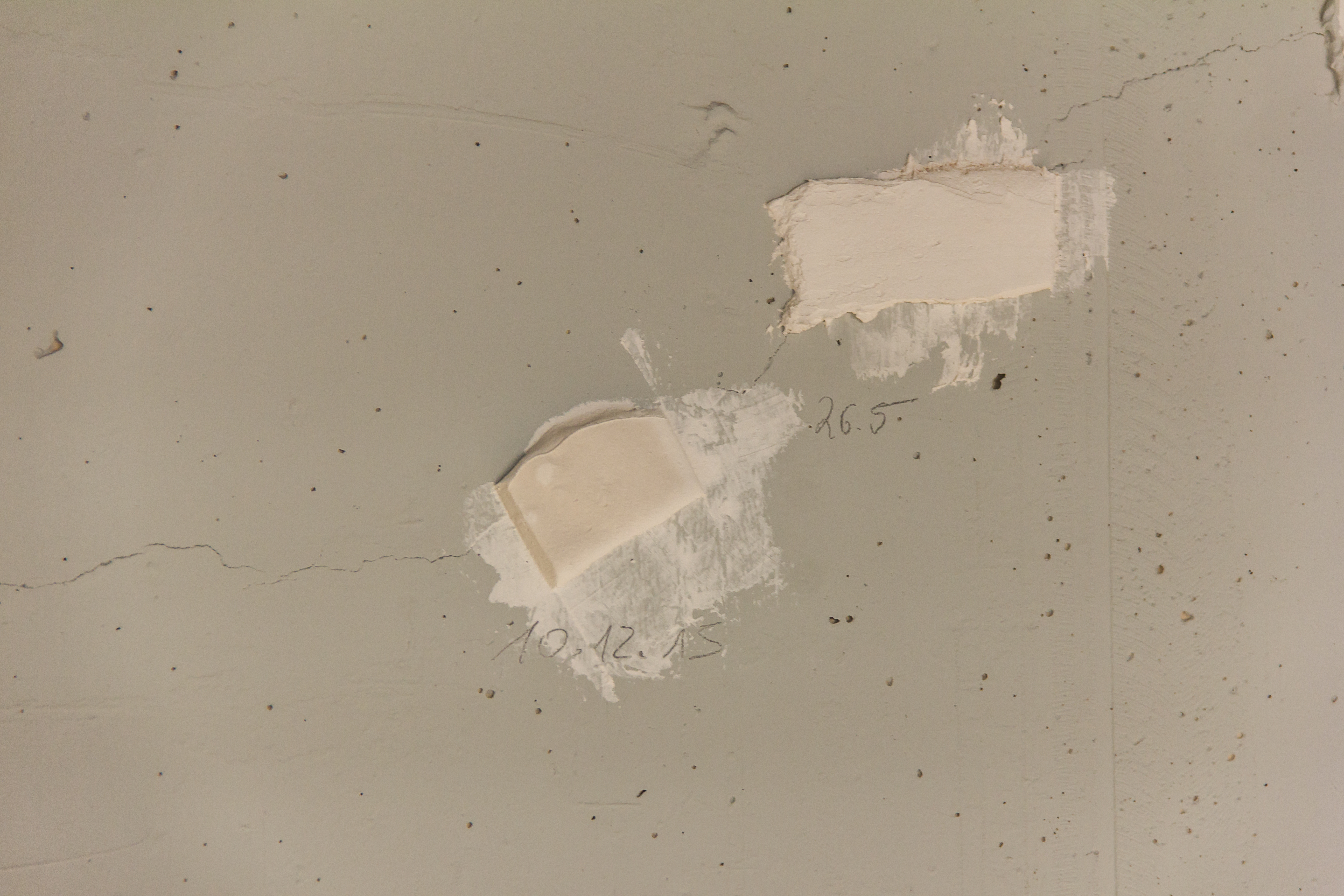
Risse in einer Wand, über die Gipsmarken zur Kontrolle geklebt wurden (Foto: 2015)

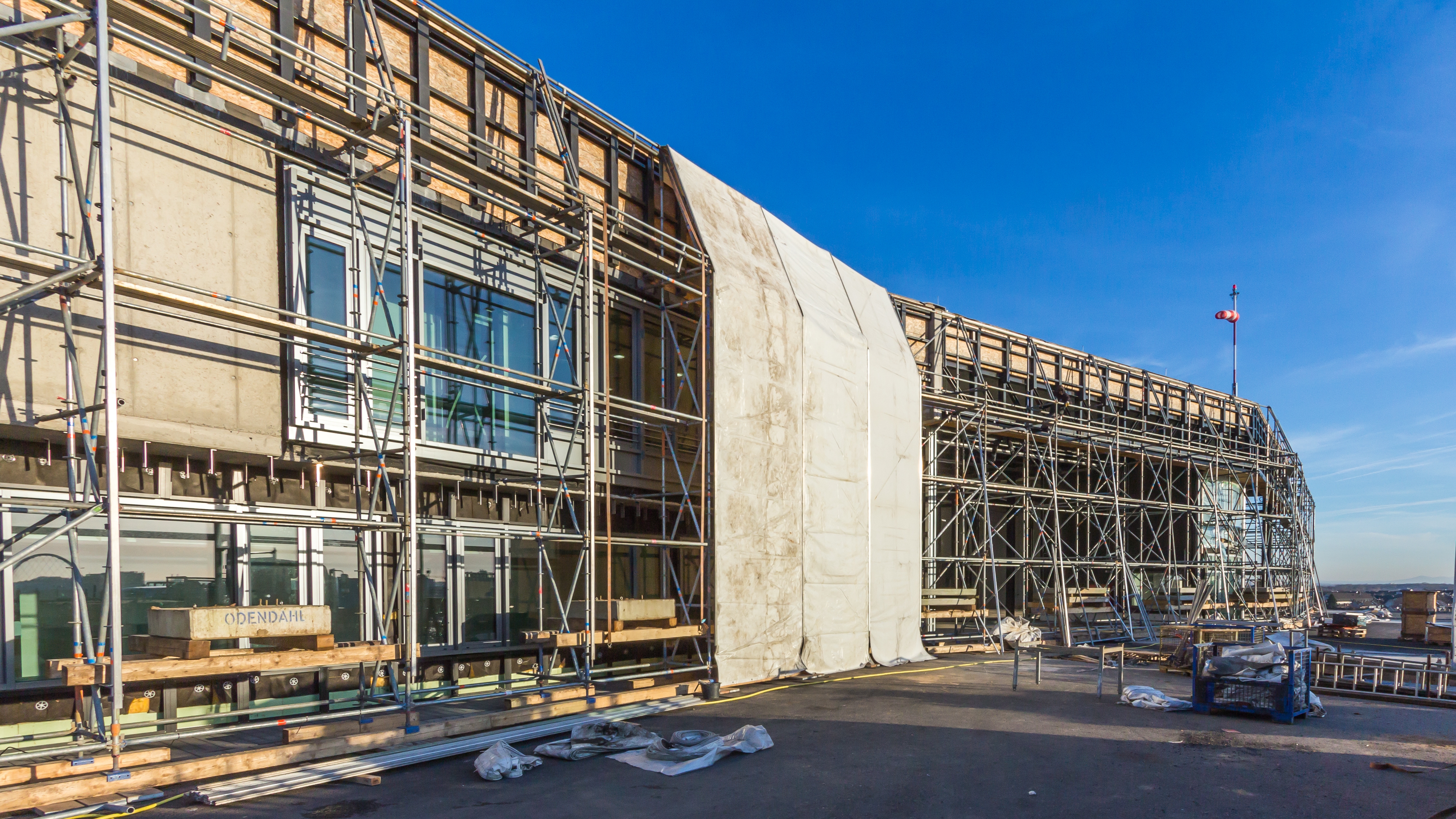
Bauphase, Stand Dezember 2015. Der Hangar wird durch Planen über Gerüste während des Baustopps winterfest gemacht

Im Juni 2015 wurde bekannt, dass Teile des Fundamentes der Hubschrauberbasisstation um bis zu sieben Zentimeter abgesackt waren. Die Abweichungen der Bodenplatte setzen sich stetig fort. Im August 2015 lagen die Unterschiede der Bodenplatte bei zwölf Zentimetern. Ende September 2015 lagen in Teilbereichen Setzungen über 13 Zentimetern vor. Zudem traten verstärkt Risse an den Wänden der Gebäude auf.
Am 10. Dezember 2015 wurde nach Unterzeichnung eines Dringlichkeitsentscheides durch Oberbürgermeisterin Henriette Reker damit begonnen, die im Rahmen der Bauarbeiten aufgeschüttete Kuppe mit der Aussichtsplattform östlich des Hangars wieder wegzubaggern. Gutachter hatten herausgefunden, dass das zusätzliche Gewicht der Kuppe (ungefähr 50.000 Tonnen) die bei Probebohrungen im Herbst 2015 entdeckte Kalkschicht im Innern des Kalkberges zusammendrückte und sich in der Folge der Berg an der Stelle absenkte, so dass es zu den Bauschäden am Hangar kam. Die größte Absenkungstiefe vor Beginn der Kuppenabtragung lag bei 15 cm. Die beauftragten Gutachter hielten Absenkungen von bis zu einem Meter für möglich. Die Gesamtkosten für den ersten Sanierungsversuch zur Rettung des Hangars wurden mit ca. sieben Mio. Euro geschätzt.
Der Kölner Rat beauftragte daraufhin die Verwaltung am 15. Dezember 2015, einen sofortigen Baustopp zu veranlassen, die Kosten für Weiterbau, aber auch Sicherheitsmaßnahmen bei Abbruch des Projekts differenziert darzustellen. Erneut sollten die alten Standortalternativen bewertet werden und eine Klage auf Schadenersatz geprüft werden.

#### Baukosten und Klage auf Schadensersatz
Im November 2011 wurden geplante Kosten von 10,9 Mio. Euro veranschlagt. Bis zum Baustopp wurden insgesamt 13,5 Mio. Euro investiert. Die Kosten für eine Sanierung des Kalkberges werden auf 5–10 Mio. Euro geschätzt. Der Weiterbau des Hangars wurde mit 3–5 Mio. Euro angesetzt. Das Abtragen der Bergkuppe wurde mit 1,5 Mio. Euro veranschlagt.
Am 11. Dezember 2017 reichte die Stadt Köln beim LG Köln eine Klage auf Schadensersatz gegenüber verschiedenen Unternehmen ein, die an Planung und Errichtung der Hubschrauberbetriebsstation auf dem Kalkberg beteiligt waren.
Am 13. Februar 2019 berichtete der WDR, dass sich die Kosten für die reine Sanierung und Stabilisierung des Berges auf 20 Mio. Euro, ein Vielfaches der geplanten Kosten, belaufen würden. Die Hubschrauberstation koste zusätzlich 15 Mio. Euro.

#### Gefahren
Aufgrund der unsachgemäßen Anlage der Zugangsstraße, der Umformung des Berges im Zuge der Bauarbeiten und des Rückschnitts aller Bäume, Hecken und Sträucher auf dem Kalkberg bestand die akute Gefahr von Giftstaubverwehungen. Bei trockener Witterung könnten unter anderem Arsen, Blei und weitere Giftstoffe in die Umgebung verweht werden. Während der langanhaltenden Trockenheit im Sommer 2018 wurde kritisiert, die Stadt unternehme nicht genug gegen Gefahren durch womöglich belastete Staubverwehungen, welche neben in der Nähe liegenden Wohnungen auch Spielplätze belasten könnten. Nachgewiesene Giftstoffe im Oberboden sind unter anderem: Benzo(a)pyren und PCB.
Die Standsicherheit des Kalkbergs ist laut einem von der Stadtverwaltung 2015 – nach Baubeginn – beauftragten Gutachten gefährdet. Stadtverwaltung und Feuerwehr hatten offenbar keinerlei weitergehende Kenntnis über Untergrund und Struktur des Kalkbergs.

#### Neubewertung und Nutzungsänderung
Eine Sondersitzung dreier Ausschüsse des Kölner Rates verweigerte dem verantwortlichen Stadtdirektor Guido Kahlen am 18. März 2016 weitere Mittel zur Planung und Sanierung des Kalkberges und bestätigte den Baustopp erneut. Die Mitglieder des Gesundheits-, des Bau- und des Umweltausschusses kritisierten unter anderem, dass Beschlüsse des Rates zur Standortprüfung seitens Stadtdirektor und Verwaltung ignoriert worden und angesetzte Kosten nicht nachvollziehbar seien.
Aufgrund der Informationspolitik von Kahlen, der Stadtverwaltung und der Feuerwehr Köln verloren alle Ratsfraktionen das Vertrauen in das Projekt. Als Hauptverantwortlicher für das fehlerhafte Anfangsgutachten und das Scheitern des Projekts wurde seitens der Ratsmitglieder Kahlen ausgemacht.
Eine im März 2018 vom neuen Stadtdirektor Stephan Keller beauftragte (rechts)gutachterliche Bewertung von drei Alternativstandorten resultierte in keiner Empfehlung für einen der Standorte (Flughafen, Klinikum Merheim, Leverkusen Kurtekotten).
Im September 2020 wurden die Planungen für die Hubschrauberstation seitens des Stadtrates endgültig aufgegeben.
Am 13. Februar 2025 wurde im Kölner Rat beschlossen, dass zuerst die luftrechtliche Genehmigung für den Standort Kalkberg rechtssicher zurückzugeben ist und erst dann Planung und Ausführung zur Fertigstellung des Gebäudes fortgesetzt werden für eine anderweitige Nutzung. Im gleichen Beschluss ist auch die Immobilie mit sofortiger Wirkung von der Feuerwehr in das Allgemeine Liegenschaftsvermögen der Stadt Köln zu übertragen. Die zukünftige Nutzung ist ungeklärt.